# Glaukos z Karystos
Glaukos z Karystos – starożytny grecki atleta, pięściarz, zwycięzca igrzysk olimpijskich w 520 p.n.e.
Był synem Demylosa, chłopa z Karystos. Został wysłany przez ojca na igrzyska do Olimpii po tym gdy ten zauważył, jak syn podczas pracy w polu naprawiał radło, zbijając jego części pięścią. W trakcie zawodów Glaukos nie umiał jednak parować ciosów i prawie przegrał z bardziej doświadczonym zawodnikiem. Dopiero gdy obecny na widowni ojciec krzyknął „wal, jak przy radle!”, wymierzył przeciwnikowi decydujące uderzenie i odniósł zwycięstwo.
W późniejszym okresie Glaukos dwukrotnie zwyciężył w igrzyskach pytyjskich i ośmiokrotnie zdobył wieniec na igrzyskach istmijskich oraz nemejskich, ciesząc się wielką sławą. Tyran Syrakuz Gelon mianował słynnego sportowca namiestnikiem sycylijskiej Kamariny, gdzie został zamordowany podczas zamieszek. Syn Glaukosa, Glaukias z Eginy, uhonorował ojca posągiem, przedstawiającym go walczącego z fikcyjnym przeciwnikiem.